# Fossulasteridae
De Fossulasteridae zijn een familie van uitgestorven zee-egels (Echinoidea) uit de orde Clypeasteroida.

## Geslachten
- Fossulaster Lambert & Thiéry, 1925 †